# Meagen Nay
Meagen Marree Nay (Gold Coast, Australia, 5 de octubre de 1988) es una nadadora olímpica australiana, retirada desde 2015, que competía en natación especialista en estilo libre y espalda. Fue olímpica tras participar en los Juegos Olímpicos de Pekín 2008 y Londres 2012 en la prueba de 200 metros espalda, acabando séptima y quinta respectivamente, consiguiendo dos diplomas olímpicos.
Consiguió la medalla de bronce en el  Campeonato Mundial de Natación de 2009 con el equipo de 4x100 metros libre.
Durante este campeonato, su hermano falleció en un accidente de tráfico, y Meagen abandonó el campeonato antes de nadar las pruebas de 200 metros espalda, 200 y 800 metros libres.
Participó en los Juegos de la Mancomunidad del año 2010 donde consiguió dos medallas de oro, en 200 metros espalda y 4x200 metros libre.
Su padre, Robert Nay, fue un nadador que compitió en los Juegos Olímpicos de Múnich 1972 y que falleció en un accidente de coche cuando Meagen tenía 4 años.

## Palmarés internacional
| Campeonato Mundial        | Campeonato Mundial   | Campeonato Mundial | Campeonato Mundial |
| Año                       | Lugar                | Medalla            | Prueba             |
| ------------------------- | -------------------- | ------------------ | ------------------ |
| 2009                      | Roma ( Italia)       | Medalla de bronce  | 4x100 m libre      |
| Juegos de la Mancomunidad |                      |                    |                    |
| 2010                      | Nueva Delhi ( India) | Medalla de oro     | 4x200 m libres     |
| 2010                      | Nueva Delhi ( India) | Medalla de oro     | 200 m espalda      |